# Muela de molino

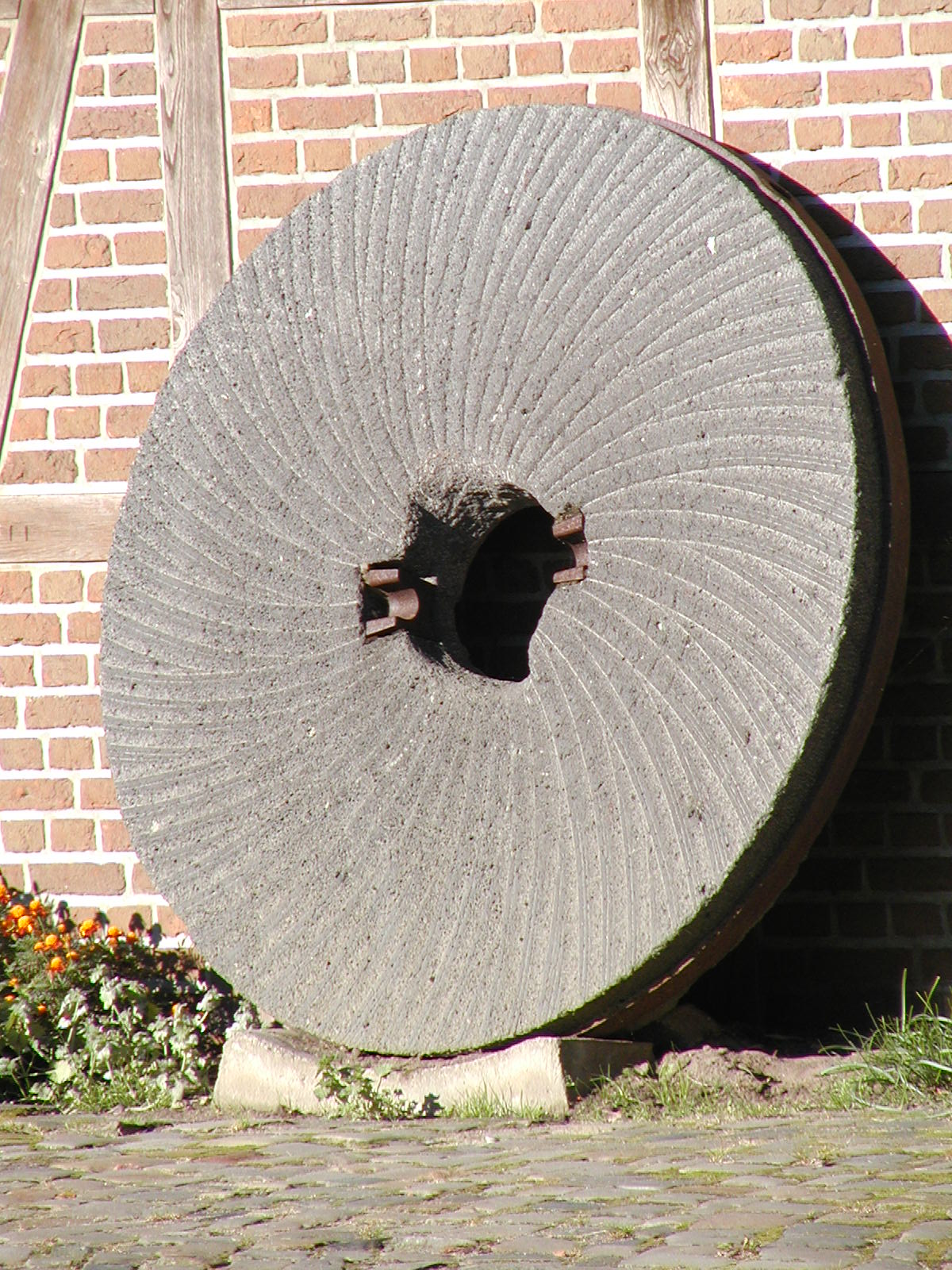
Muela superior móvil: Volandera.

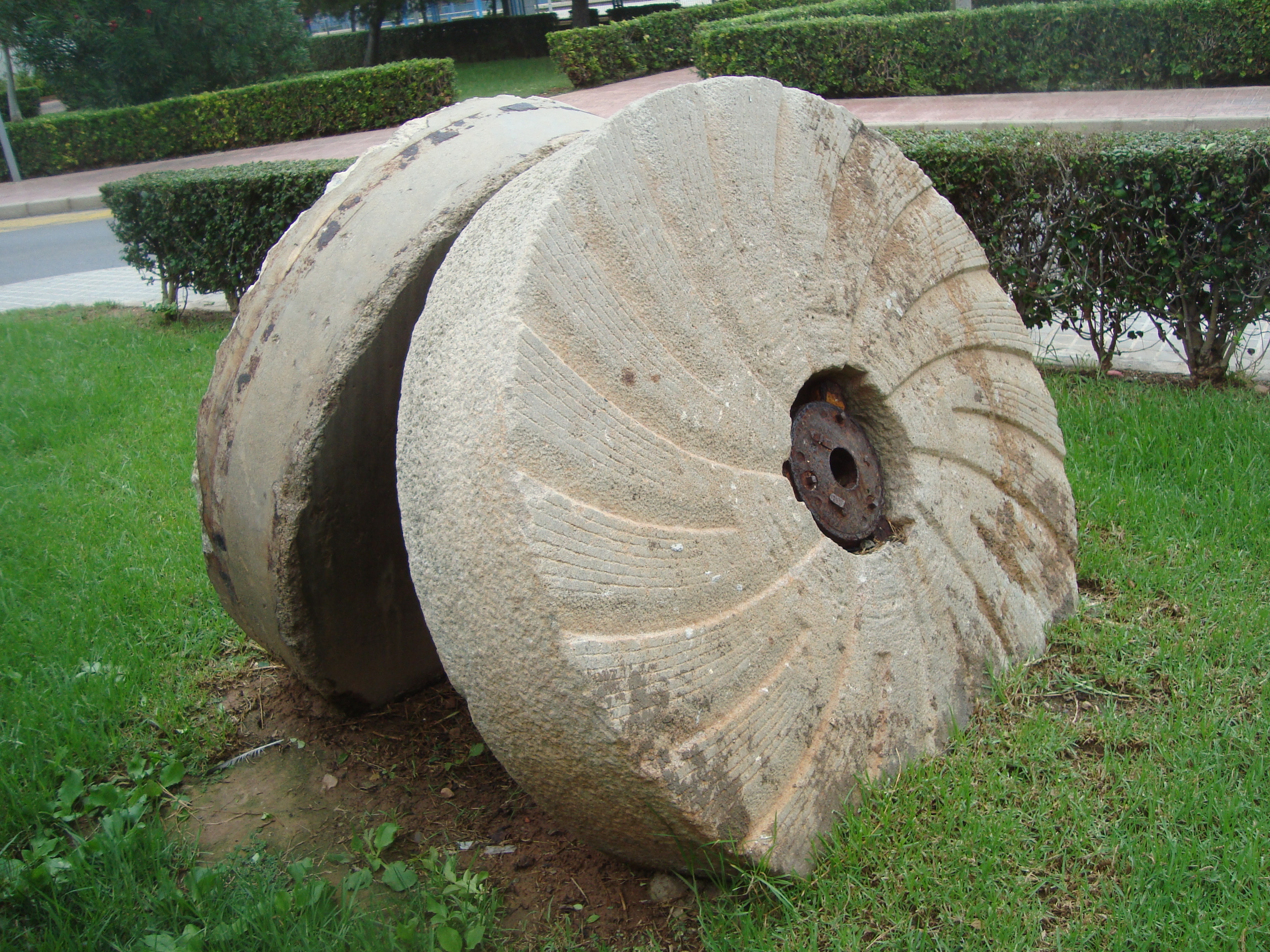
Muelas de molino.

Una muela de molino es una piedra de gran tamaño utilizada en un molino para moler el trigo y poder obtener harina. 

## Características
La muela debe mantenerse con una superficie irregular. Se coloca sobre la solera, la cual se mantiene estacionaria, a medida que la muela gira sobre ella. Por regla general solía emplearse tracción animal o la simple corriente de agua de un río para lograr el movimiento de la muela.
Según lo que se fuese a moler en la región donde se instalaba el molino, se tallaban las piedras con un dibujo diferente. Así, existe un tallado determinado y diferente para moler trigo y cebada, o maíz, o centeno o aceitunas, etc.

## Tipos

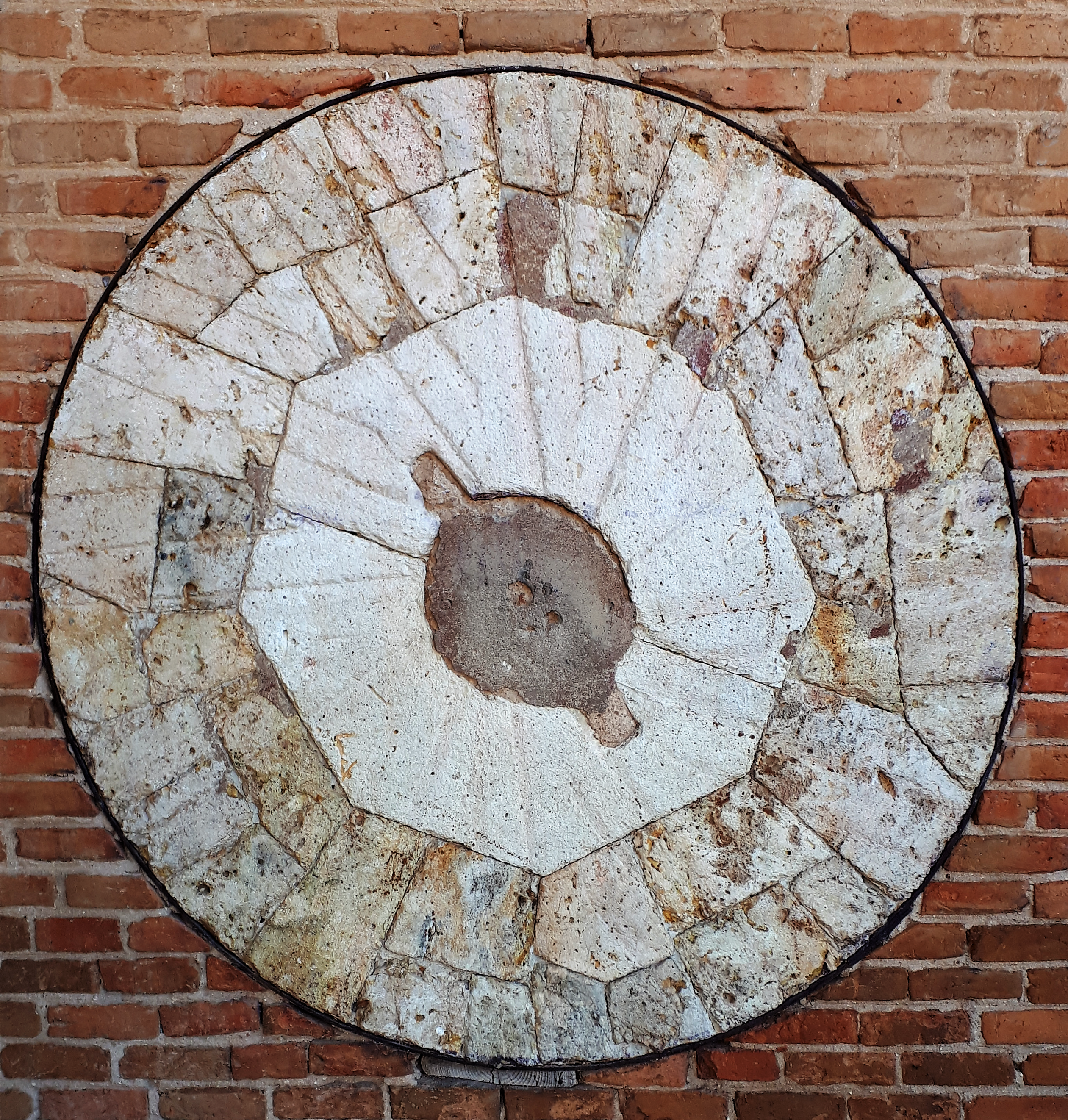
Muela de molino de tipo francés.

Hay al menos tres tipos de muelas de molino, denominadas según su origen:
- Castellana: de piedra blanca de una sola pieza.
- Francesas: construidas con diferentes trozos de piedra de pedernal, encoladas y sujetas por un par de cinchas metálicas en su contorno. Es un tipo de piedra compuesta, más resistente pero muy pesada.

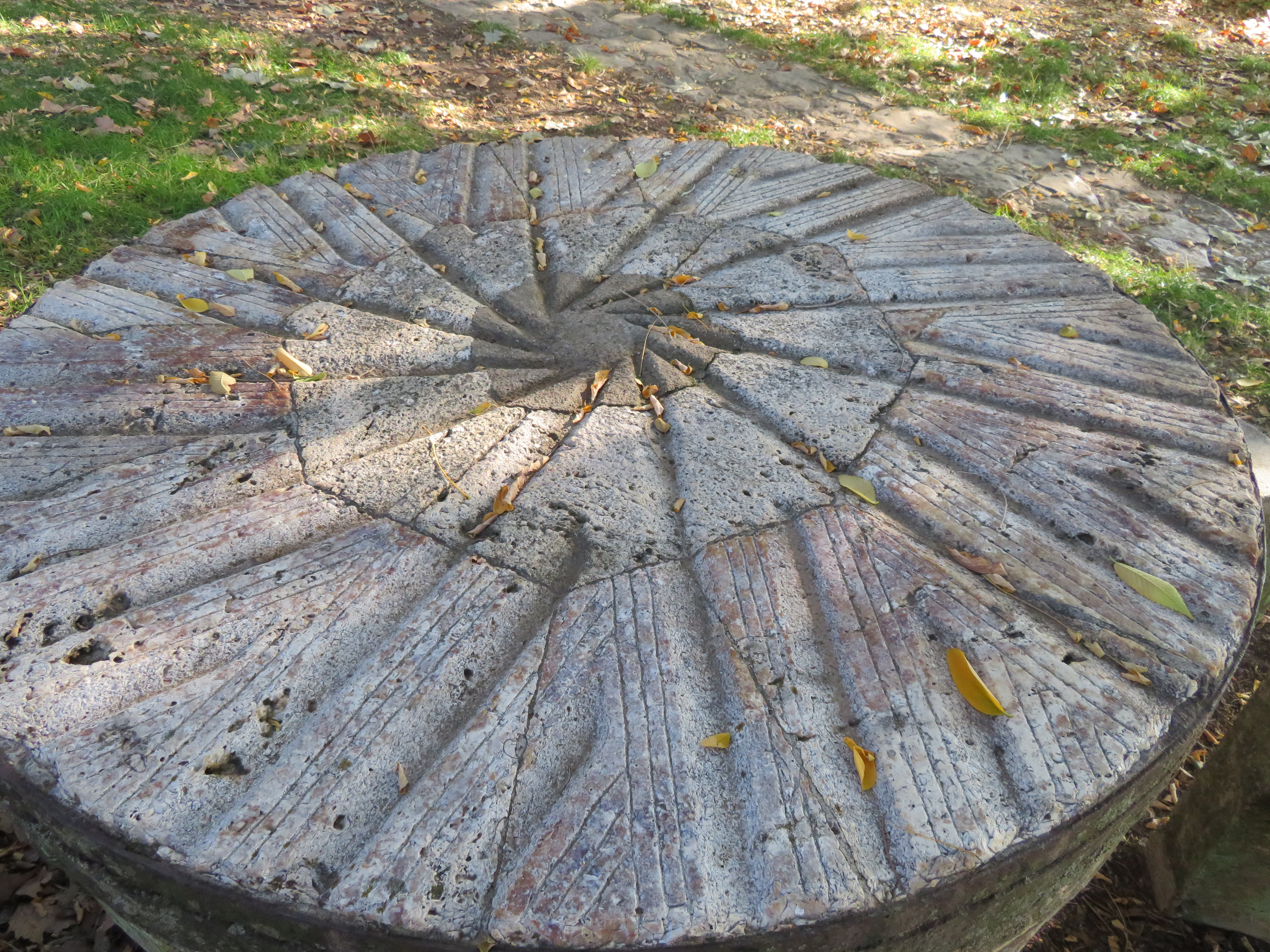
Muela de molino harinero. Muela francesa.

- Muela de molino harinero. Muela francesa.Catalana